# رسانگر بی‌سرنشین
رسانگرِ بی‌سرنشین (به انگلیسی: Remotely operated vehicle, ROV) نوعی رسانگر یا وسیلهٔ نقلیه است که توسط هدایتگری واقع در بیرونِ رسانگر هدایت می‌شود. رسانگرِ بی‌سرنشین می‌تواند به صورت بی‌سیم و از طریق امواج رادیویی هدایت شود یا می‌تواند از طریق سیمی که رسانگرها را به هدایتگر و از راه دور متصل می‌کند هدایت گردد.
رسانگرهای بی‌سرنشین بر اساس محیطی که در آن فعالیت دارند به سه دسته تقسیم می‌شوند، شامل:
- زهپاد (زیردریایی هدایت‌پذیر از دور): رسانگر بی‌سرنشینی که در زیر آب فعالیت می‌کند.
- خهپاد (خودرو هدایت‌پذیر از دور): رسانگر بی‌سرنشینی که بر روی زمین فعالیت می‌کند.
- پهپاد (پرندهٔ هدایت‌پذیر از دور): رسانگر بی‌سرنشینی که در آسمان فعالیت می‌کند.
- فهپاد (فضاپیما هدایت‌پذیر از دور): رسانگر بی‌سرنشینی که در فضا فعالیت می‌کند.
- شهپاد  (شناور هدایت‌پذیر از دور): رسانگر بی‌سرنشینی که روی آب حرکت می‌کند.

رسانگرهای بی‌سرنشین از این نظر با یک ربات متفاوت هستند، زیرا که هیچ‌گونه رفتاری را پردازش نمی‌کنند و از خود نشان نمی‌دهند، بلکه تمامی رفتارهای آنها توسط هدایت‌گر اداره می‌شود. رسانگرهای بی‌سرنشین در زمینه‌های گوناگونی چون دانش، نظامی، تفریحی و غیره کاربرد دارند.